# Влака (Сливно)
Влака је насељено место и седиште општине Сливно, Дубровачко-неретванска жупанија, Република Хрватска.

## Историја
До територијалне реорганизације у Хрватској налазила се у саставу старе општине Метковић. Као самостално насељено место, Влака постоји од пописа 2001. године. Настало је издвајањем дела насеља Бук-Влака.

## Становништво
На попису становништва 2011. године, Влака је имала 294 становника. За национални састав 1991. године, погледати под Бук-Влака.
| Број становника по пописима | Број становника по пописима | Број становника по пописима | Број становника по пописима | Број становника по пописима | Број становника по пописима | Број становника по пописима | Број становника по пописима | Број становника по пописима | Број становника по пописима | Број становника по пописима | Број становника по пописима | Број становника по пописима | Број становника по пописима | Број становника по пописима | Број становника по пописима |
| --------------------------- | --------------------------- | --------------------------- | --------------------------- | --------------------------- | --------------------------- | --------------------------- | --------------------------- | --------------------------- | --------------------------- | --------------------------- | --------------------------- | --------------------------- | --------------------------- | --------------------------- | --------------------------- |
| 1857                        | 1869                        | 1880                        | 1890                        | 1900                        | 1910                        | 1921                        | 1931                        | 1948                        | 1953                        | 1961                        | 1971                        | 1981                        | 1991                        | 2001                        | 2011                        |
| 0                           | 0                           | 0                           | 0                           | 0                           | 0                           | 0                           | 0                           | 14                          | 18                          | 29                          | 49                          | 114                         | 158                         | 302                         | 294                         |

Напомена: У 2001. настало издвајањем из насеља Бук-Влака (град Опузен). Исказује се као део насеља од 1948. до 1991.